# Luigi Filippo D'Amico
Luigi Filippo D'Amico (Roma, 9 ottobre 1924 – Roma, 28 aprile 2007) è stato un regista, sceneggiatore e scrittore italiano.

## Biografia
Nipote del critico Silvio D'Amico, dopo aver lavorato come aiuto regista, nel 1955 diresse il suo primo film, Bravissimo, interpretato da Alberto Sordi: la collaborazione col grande attore romano proseguirà con gli episodi "Guglielmo il dentone" e "Il marito di Roberta", inseriti rispettivamente in I complessi (1965) e I nostri mariti (1966), e con il film Il presidente del Borgorosso Football Club (1970).
Lavorò anche per la televisione e per la radio.

## Radio
Nel 2006, in occasione del settantesimo anniversario della morte di Luigi Pirandello, Radio Rai 3 ha proposto dieci puntate dedicate alla figura del Nobel italiano: "Pirandello visto da vicino", il quale, avendo sposato la nipote di Pirandello, Lietta, regala un ritratto personale del drammaturgo siciliano e un quadro dell'Italia nella prima metà del '900.

## Filmografia

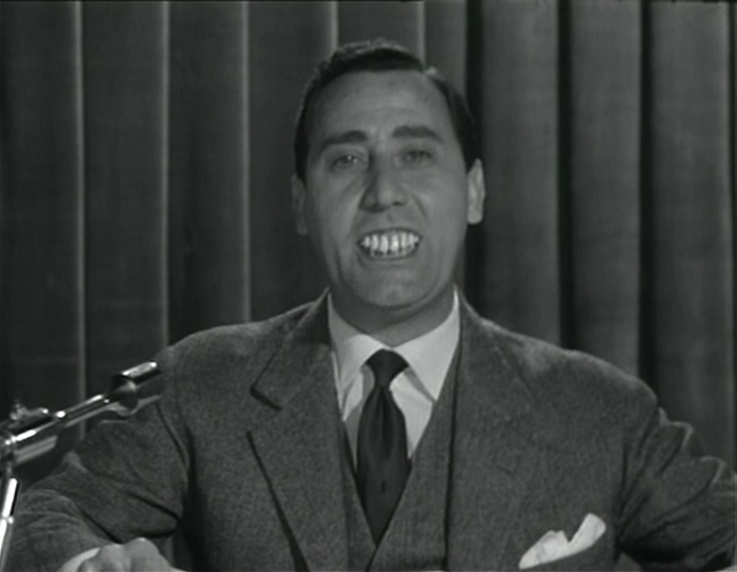
Alberto Sordi nell'episodio diretto da D'Amico, "Guglielmo il dentone" dal film I complessi

### Regia
- Bravissimo (1955)
- Noi siamo le colonne (1956)
- Mariti a congresso (1961)
- Akiko (1961)
- Quattro notti con Alba (1962)
- I complessi, episodio "Guglielmo il dentone" (1965)
- I nostri mariti, episodio "Il marito di Roberta" (1966)
- Il mondo di Pirandello (1968) - serie TV
- Il presidente del Borgorosso Football Club (1970)
- Amore e ginnastica (1973)
- L'arbitro (1974)
- Il domestico (1974)
- San Pasquale Baylonne protettore delle donne (1976)
- Vestire gli ignudi (1979) - film TV
- In silenzio (1981) - film TV
- La Roma di Flaiano (1981) - documentario

### Altre mansioni
- Il delitto di Giovanni Episcopo, regia di Alberto Lattuada (1947) - attore non accreditato
- Casta Diva, regia di Carmine Gallone (1954) - soggetto, sceneggiatura e aiuto regista